# Gina Torrealva
Gina Torrealva (Pisco, 16 de noviembre de 1961) es una exvoleibolista peruana. Participó en varios Juegos Olímpicos de Verano con la selección nacional de su país, donde alcanzó el cuarto lugar en Los Ángeles 1984 y la medalla de plata en Seúl 1988. Asimismo fue subcampeona del mundial de Perú 1982, y logró el tercer lugar en el campeonato mundial de Checoslovaquia 1986.

## Clubes
| Club                      | País   | Año       |
| ------------------------- | ------ | --------- |
| Santa Rosa (Pisco)        | Perú   |           |
| Ministerio de Transportes | Perú   |           |
| Caja de Ahorros           | Perú   | 1979-1980 |
| Power                     | Perú   | 1981-1985 |
| Teodora Ravenna           | Italia | 1986-1987 |
| Primizia Faenza           | Italia | 1987-1990 |
| Alianza Lima              | Perú   | 1990-1993 |
| Sipesa Juventus           | Perú   | 1994      |

## Palmarés
| Título   | Club            | País   | Año       |
| -------- | --------------- | ------ | --------- |
| Disunvol | Power           | Perú   | 1981      |
| Disunvol | Power           | Perú   | 1982      |
| Disunvol | Power           | Perú   | 1983      |
| Disunvol | Power           | Perú   | 1984      |
| Serie A1 | Teodora Ravenna | Italia | 1986-1987 |
| Disunvol | Alianza Lima    | Perú   | 1990      |